# Иоанно-Предтеченский монастырь (Гаага)
Иоанно-Предтеченский монастырь (нидерл. Klooster van de Heilige Johannes de Voorloper, также Монастырь в честь Рождества Иоанна Предтечи) — православный женский монастырь Гаагской и Нидерландской епархии Русской православной церкви, находящийся в городе Гааге.
Престольный праздник — 24 июня (7) июля (Рождество Иоанна Предтечи)

## История
Монастырь был основан в 1954 году как мужская обитель в юрисдикции Русской православной церкви заграницей. Первыми насельниками были иеромонахи Иаков (Аккерсдейк) и Адриан (Корпорал). В 1965 году иеромонах Иаков (Аккерсдейк) был хиротонисан в сан епископа в юрисдикции РПЦЗ, а в 1972 году вместе с монастырём присоединился к юрисдикции Московского патриархата. К этому времени при обители проживало также несколько монахинь, принявших постриг в Леснинском монастыре.
В 1972 году монастырская община перешла в здание бывшего католического монастыря, где была официально устроена женская обитель, домовый храм был освящён в честь Рождества Иоанна Предтечи, оборудованы кельи, мастерские и библиотека.
Три монахини во главе с настоятельницей игуменьей Макриной (Вестенбрук) занимаются переводческой и издательской деятельностью. Суточный круг богослужений на нидерландском языке совершает иеромонах Борис (Шапшал).

## Святыни
В монастыре хранятся частицы мощей святого Иоанна Предтечи, святой Марии Магдалины, а также икона Покрова Пресвятой Богородицы, написанная, по преданию, великой княгиней Елисаветой Феодоровной.